# Jorge de Frutos Sebastián
Jorge de Frutos Sebastián   (Navares de Enmedio, 20 de febrer de 1997) és un futbolista espanyol que juga d'extrem dret al Rayo Vallecano.

## Trajectòria
És un jugador format en la seva etapa juvenil en els clubs CDP Sepulveda (2013-2014) i CP Cantalejo (2014-2015). Més tard signaria el 2016 pel Club de Futbol Rayo Majadahonda, on disputaria dues temporades.
Durant la temporada 2017-18 De Frutos va ser clau en el conjunt madrileny amb tan sols 21 anys, després de quedar primer classificat del grup I de Segona Divisió B i aconseguir l'ascens a Segona Divisió amb el Rayo Majadahonda, eliminant el FC Cartagena en l'eliminatòria per l'ascens. Disputaria 2700 minuts, repartits en 38 partits i nou gols. Aquest mateix estiu, després de cridar l'atenció dels grans clubs, signaria pel Reial Madrid a canvi de 100.000 euros, malgrat que el seu aterratge en l'entitat blanca va suposar la seva renúncia a debutar en LaLiga 1|2|3.
La temporada 2018-19 va jugar en les files del Reial Madrid Castella, en les quals obtindria 33 titularitats i aconseguiria set gols, convertint-se en un dels jugadors més destacats del filial madridista, arribant a disputar eliminatòries pel play-off d'ascens.
El juny de 2019 va ser cedit al Reial Valladolid CF per disputar la temporada 2019-20 a primera divisió. Al gener de 2020 es va cancel·lar la cessió i va marxar, també cedit, al Rayo Vallecano fins a final de temporada.
El 29 de juliol de 2020 va abandonar el conjunt madridista després de fitxar pel Llevant UE per a les següents cinc temporades. Va marcar el seu primer gol a la categoria el 5 de desembre, el tercer gol del seu equip en una victòria a casa per 3-0 contra el Getafe CF.
El 17 d'agost de 2023, de Frutos va tornar al Rayo amb un contracte de cinc anys, amb el club ara a la primera divisió.